# 3 Batalion Logistyczny
3 batalion logistyczny „Ziemi Goleniowskiej” – jednostka wchodzącą w skład 1 Pomorskiej Brygady Logistycznej, dyslokowany w Glewicach, w gminie Goleniów, niedaleko lotniska Goleniów.

## Historia
Batalion sformowano na bazie rozformowanych 75 batalionu zaopatrzenia MPS oraz 86 batalionu zaopatrzenia wraz z 1 Brygadą Logistyczną, sformowaną na bazie 4 pułku dowodzenia oraz 5 pułku zabezpieczenia dowództwa Pomorskiego Okręgu Wojskowego na podstawie:
- Rozkazu Dowódcy Pomorskiego Okręgu Wojskowego nr PF-4/Org. z dnia 7 stycznia 2004 w sprawie sformowania 1 Brygady Logistycznej oraz zmian organizacyjnych w 9 Rejonowej Bazie Materiałowej;
- Rozkazu Dowódcy 1 Brygady Logistycznej nr Z–1 z dnia 30 stycznia 2004.

Jednostkę sformowano według etatu 50/111/0.

## Zadania
- organizacja i planowanie dowozu środków bojowych i zaopatrzenia do jednostek wojskowych we współpracy z bazami i składami materiałowymi;
- zabezpieczenie logistyczne jednostek wydzielonych do działań poza granicami kraju.

## Tradycje
- Decyzją Nr 204/MON Ministra Obrony Narodowej z 29 maja 2006 roku batalion nosi nazwę wyróżniającą ”Ziemi Goleniowskiej” oraz ustalono święto jednostki na dzień 17 czerwca[1].
- Decyzją Nr 446/MON z dnia 31 grudnia 2009 roku zatwierdzono wzór oznaki rozpoznawczej batalionu[2].

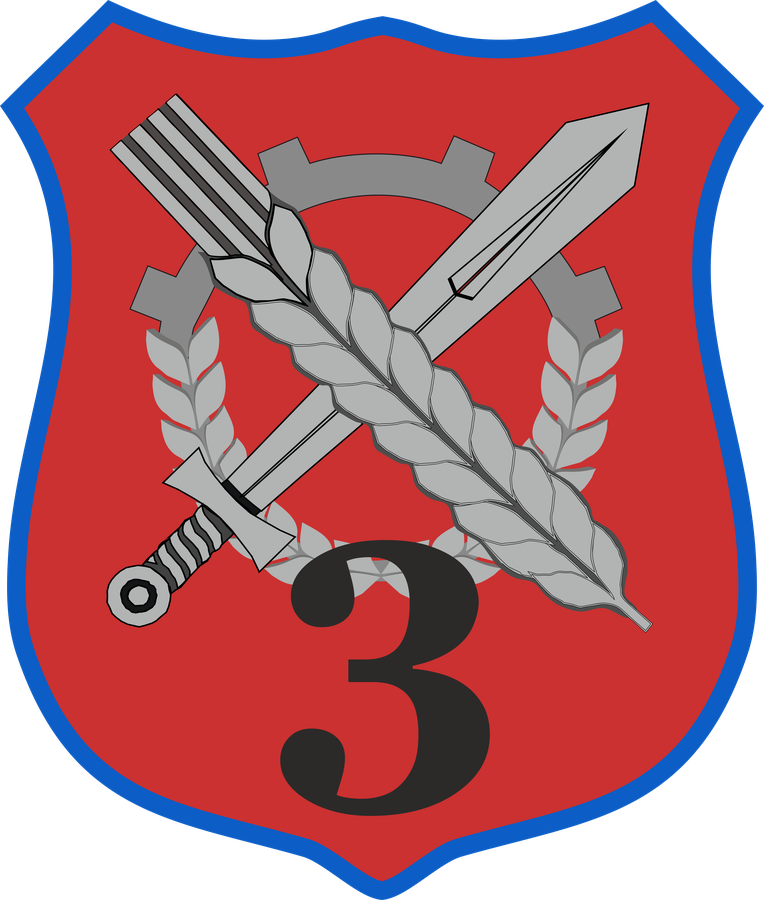
Oznaka rozpoznawcza na mundur wyjściowy

## Dowódcy
- ppłk mgr inż. Sławomir Łach (1 lipca 2004 – marzec 2007)
- ppłk mgr inż. Radosław Dłutkowski (marzec 2007 – 8 października 2013)
- ppłk mgr inż. Radosław Sułek (8 października 2013 – 18 grudnia 2018)
- cz. p.o. mjr Robert Szpakowski (18 grudnia 2018 – 28 lutego 2019)
- ppłk mgr inż. Robert Szpakowski (28 lutego 2019 – 13 maja 2022)
- cz. .p.o. mjr mgr inż. Bartłomiej Piotrowski (13 maja 2022 - 31 lipca 2023)
- ppłk mgr Paweł Zagulski ( 1 sierpnia 2023 - obecnie)